# El Rossell
El Rossell és una masia eclèctica de Gurb (Osona) inclosa a l'Inventari del Patrimoni Arquitectònic de Catalunya.

## Descripció
Edifici civil. Masia de planta rectangular construïda aprofitant el desnivell del terreny i orientada a migdia, amb el carener paral·lel a la façana. Consta de tres pisos, amb entrada a la part baixa on s'obren uns grans arcs de mig punt de totxo vermell i al primer pis on hi ha una bonica galeria amb arcs bessons i decorat amb esgrafiats de color groc. Al damunt, on es troba el graner, hi ha uns òculs de forma ovalada i situats transversalment. La masia està envoltada per jardins i constitueix una arquitectura un xic insòlita en la nostra arquitectura rural. Els interiors de la casa són majestuosament decorats amb parets i sostres pintats. Les habitacions tenen boniques alcoves.
L'estat de conservació és bo.
Materials constructius: pedra, maó vermell.
La finestra procedeix del mas Prat Gros del Santa Cecília de Voltregà. És de forma rectangular, amb trencaaigües rematat amb dues cares, una masculina i una femenina.
A l'intradós de l'arc deprimit que emmarca la finestra hi ha unes columnetes molt fines amb capitells o impostes de rostres esculturats.
Es troba a la part esquerra del portal del primer pis, tapiada.

## Història
La família conserva documentació d'ençà del segle xiii de la qual s'han pogut extreure algunes dades.
El paborde d'Osona establí a Arnau Rossell l'any 1211 al mas anomenat Tressera, que a partir d'aleshores es passà a dir Rossell. A partir d'aquest Arnau es manté la genealogia fins que un tal Espona, hereu de l'Erm, es casa amb la pubilla del mas (1780), i a la generació següent s'emparenten amb els Sobrerriba.
El mas fou destruït durant la Guerra del Francès. Acabada la guerra es bastí de bell nou, quedant construït el mas actual, obra de Pau Espona (l'arquitecte es desconeix).